# Carnival in Coal
Carnival in Coal war ein 1997 von Arno Strobel und Axel Wursthorn in Amiens gegründetes und bis 2007 aktives französisches Duo. Die beiden Musiker kannten sich seit 1989 aus unterschiedlichen Bands.
Als Ziel galt es den Musikern, als „fehlende Verbindung“ zwischen Mr. Bungle und Pan-Thy-Monium zu fungieren.

## Geschichte
Nachdem Carnival in Coal 1998 ihr erstes Album Vivalavida veröffentlicht hatten, erschien kurz darauf ihr Coveralbum French Cancan mit Coverversionen von Songs von unter anderem Ozzy Osbourne, Morbid Angel, Genesis und Michael Sembello.
2001 erschien Fear Not Carnival in Coal, das musikalisch wieder eher an das erste Album anknüpfte.
Nach vier Jahren erschien über ein Sublabel von Earache Records das Album Collection Prestige, das Carnival in Coal wesentlich härter zeigte. Unterstützung für die Aufnahmen hatte sich die Band von Musikern aus Metalbands wie DragonForce, Heavenly oder Wormfood geholt. Mit Living in the Plastic Age (The Buggles) war erneut eine Coverversion vertreten.
Ihren überhaupt ersten Liveauftritt hatte Carnival in Coal erst im April 2006. Hierbei wurde das eigentliche Duo durch weitere Musiker verstärkt.
Im September 2007 gab die Band ihre Auflösung bekannt.

## Stil
Carnival in Coal verarbeiteten in ihrer Musik verschiedenste Einflüsse aus extremem Metal, elektronischer Musik, Pop bis hin zu Country, alles garniert mit schrägem Humor. Arno Strobel betätigte sich als Sänger, der die Bandbreite von melodischem Singen über Schreien bis hin zu tiefen Growls abdeckte, während Axel Wursthorn als Multiinstrumentalist für die musikalische Umsetzung zuständig war.

## Diskografie
- 1998: Vivalavida
- 1999: French Cancan
- 2001: Fear Not Carnival in Coal
- 2005: Collection Prestige